# Chiconcuac
Chiconcuac là một đô thị thuộc bang México, México. Năm 2005, dân số của đô thị này là 19656 người.